# Кубок Мітропи 1939
Кубок Мітропи 1939 — тринадцятий розіграш кубка Мітропи. У ньому брали участь команди з Угорщини, Італії, Чехословаччини, Югославії і Румунії. У Європі назрівала війна, проте організаційний комітет кубка Мітропи вирішив проводити змагання, лише скоротивши кількість учасників до восьми, що значно зменшило загальну кількість матчів. 
Переможцем змагань вдруге у своїй історії став угорський клуб «Уйпешт», котрий у фіналі переміг своїх співвітчизників із «Ференцвароша» із загальним рахунком 6:3.

## Чвертьфінали
| Команда 1        | Заг. | Команда 2      | 1-й матч | 2-й матч |
| ---------------- | ---- | -------------- | -------- | -------- |
| Ференцварош      | 4:3  | Спарта (Прага) | 2:3      | 2:0      |
| Амброзіана-Інтер | 3:4  | Уйпешт         | 2:1      | 1:3      |
| Венус (Бухарест) | 1:5  | Болонья        | 1:0      | 0:5      |
| БСК (Белград)    | 4:2  | Славія (Прага) | 3:0      | 1:2      |

### Перші матчі
| 1/4 17 червня 1939 | Ференцварош         | 2:3        | Спарта (Прага)                  | Будапешт                                               |  |
| 17:30 CET | Лазар 25' Кісей 29' | (протокол) | Лудль 42' Ржига 57' Неєдлий 64' | Стадіон: Іллеї ут Глядачі: 8000 Суддя: Джузеппе Скарпі |  |
| «Ференцварош»: Йожеф Хада, Шандор Татраї, Корнель Сойка, Бела Магда, Бела Шароші, Бела Поша, Дьюла Лазар, Дьордь Шароші (к), Дьюла Польгар, Іштван Кісей, Ласло Дьєтваї, тренер: Дьордь Главай «Спарта»: Войтех Вегет, Ярослав Бургр (к), Йозеф Чтиржокий, Йозеф Коштялек, Ярослав Боучек, Карел Кольський, Ян Ржига, Карел Сенецький, Йозеф Земан, Йозеф Лудль, Олдржих Неєдлий, тренер: Франтішек Седлачек |                     |            |                                 |                                                        |  |

| 1/4 18 червня 1939 | Амброзіана-Інтер          | 2:1        | Уйпешт    | Мілан                                                         |  |
| | Демарія 30' Гварньєрі 55' | (протокол) | Вінце 70' | Стадіон: Арена Чівіка Глядачі: 10 000 Суддя: Фредерік В. Верт |  |
| «Амброзіана-Інтер»: Орландо Саїн, Кармело Буонокоре, Дуїліо Сетті, Сандро Пуппо, Ренато Ольмі, Альдо Кампателлі, Аннібале Фроссі, Аттіліо Демарія (к), Умберто Гварньєрі, Енріко Кандіані, П'єтро Ферраріс, тренер: Тоні Карньєллі «Уйпешт»: Ференц Сіклаї, Дьюла Футо (к), Єне Фекете, Анталь Салаї, Дьордь Сюч, Іштван Балог, Шандор Адам, Єне Вінце, Дьюла Женгеллер, Ліпот Каллаї, Геза Кочиш, тренер: Бела Гуттманн |                           |            |           |                                                               |  |

| 1/4 18 червня 1939 | Венус (Бухарест) | 1:0 | Болонья        | Бухарест                                                     |  |
| | Єне 9'           |     | Пурічеллі ~60' | Стадіон: Арена Венус Глядачі: 12 000 Суддя: Ференц Майорский |  |
| «Венус»: Ніколае Йордекеску, Лазер Сфера, Георге Албу, Рудолф Деметрович, Альфред Айзенбайссер, Йон Лупаш, Корнел Орза, Сілвіу Плоештяну, Юліу Бодола, Петре Вилков (к), Ніколае Єне, тренер: Бела Яноші «Болонья»: П'єтро Феррарі, Маріо Паготто, Секондо Річчі, Бруно Маїні (к), Мікеле Андреоло, Джордано Корсі, Амедео Б'яваті, Рафаель Сансоне, Етторе Пурічеллі, Франсиско Федулло, Карло Регуццоні, тренер: Германн Фельснер |                  |     |                |                                                              |  |

| 1/4 25 червня 1939 | БСК (Белград)                           | 3:0 | Славія (Прага) | Белград                                             |  |
| | Божович 29' Вуядинович 71' Глишович 75' |     |                | Стадіон: БСК Глядачі: 6000 Суддя: Раффаеле Скорцоні |  |
| БСК: Антон Пугар, Джордже Стоїлькович, Ернест Дубац, Петар Манола, Густав Лехнер, Бруно Кнежевич, Светислав Глишович, Джордже Вуядинович (к), Благоє Мар'янович, Воїн Божович, Ян Подградський, тренер: Алекс Немеш «Славія»: Олекса Бокшай, Йозеф Тругларж, Фердинанд Даучик (к), Карел Пруха, Отакар Ножирш, Властиміл Копецький, Вацлав Горак, Бедржих Вацек, Йозеф Біцан, Войтех Брадач, Рудольф Витлачіл, тренер: Ян Райхардт |                                         |     |                |                                                     |  |

### Матчі-відповіді
| 1/4 25 червня 1939 | Уйпешт                            | 3:1        | Амброзіана-Інтер | Будапешт                                                 |  |
| 17:30 CET | Каллаї 5' Женгеллер 85' Кочиш 88' | (протокол) | Ферраріс 80'     | Стадіон: Медьері ут Глядачі: 10 000 Суддя: Леслі Е. Дейл |  |
| «Уйпешт»: Ференц Сїклаї, Дьюла Футо (к), Єне Фекете, Анталь Салаї, Дьордь Сюч, Іштван Балог, Шандор Адам, Єне Вінце, Дьюла Женгеллер, Ліпот Каллаї, Геза Кочиш, тренер: Бела Гуттманн «Амброзіана-Інтер»: Орландо Саїн, Кармело Буонокоре, Дуїліо Сетті, Уго Локателлі, Ренато Ольмі, Альдо Кампателлі, Аннібале Фроссі, Аттіліо Демарія (к), Умберто Гварньєрі, Джузеппе Меацца, П'єтро Ферраріс, тренер: Тоні Карньєллі |                                   |            |                  |                                                          |  |

| 1/4 25 червня 1939 | Болонья                                     | 5:0 | Венус (Бухарест) | Болонья                                                      |  |
| | Сансоне 20' Маїні 46' Регуццоні 68' 75' 88' |     |                  | Стадіон: Дель Літторьяле Глядачі: 9000 Суддя: Августин Кріст |  |
| «Болонья»: П'єтро Феррарі, Діно Фйоріні, Секондо Річчі, Маріо Паготто, Мікеле Андреоло, Джордано Корсі, Амедео Б'яваті, Рафаель Сансоне, Бруно Маїні (к), П'єро Андреолі, Карло Регуццоні, тренер: Германн Фельснер «Венус»: Ніколае Йордекеску, Лазер Сфера (к), Георге Албу, Альфред Айзенбайссер, Васіле Гайн, Йон Лупаш, Ніколае Єне, Корнел Орза, Сілвіу Плоештяну, Юліу Бодола, Траян Йордаке, тренер: Бела Яноші |                                             |     |                  |                                                              |  |

| 1/4 1 липня 1939 | Спарта (Прага) | 0:2        | Ференцварош          | Прага                                                   |  |
| 18:00 CET |                | (протокол) | Шароші 60' Кісей 64' | Стадіон: Летна Глядачі: 29 000 Суддя: Дженерозо Даттило |  |
| «Спарта»: Войтех Вегет, Ярослав Бургр (к), Йозеф Чтиржокий, Йозеф Коштялек, Ярослав Боучек, Карел Кольський, Ян Ржига, Карел Сенецький, Йозеф Земан, Йозеф Лудль, Олдржих Неєдлий, тренер: Франтішек Седлачек «Ференцварош»: Йожеф Хада, Шандор Татраї, Корнель Сойка, Бела Магда, Бела Шароші, Дьюла Лазар, Міхай Танкош, Дьордь Шароші (к), Дьюла Польгар, Іштван Кісей, Ласло Дьєтваї, тренер: Дьордь Главай |                |            |                      |                                                         |  |

| 1/4 3 липня 1939 | Славія (Прага)            | 2:1 | БСК (Белград)                  | Прага                                                          |  |
| | Біцан 5' 45' Витлачіл 45' |     | Подградский 15' Вуядинович 45' | Стадіон: Летна Глядачі: 15 000 Суддя: Діонісі-Ніколае Ксіфандо |  |
| «Славія»: Олекса Бокшай, Йозеф Тругларж, Фердинанд Даучик (к), Карел Пруха, Отакар Ножирш, Олдржих Заїчек, Вацлав Горак, Бедржих Вацек, Йозеф Біцан, Властиміл Копецький, Рудольф Витлачіл, тренер: Ян Райхардт БСК: Срджян Мркушич, Джордже Стоїлькович, Ернест Дубац, Петар Манола, Првослав Драгичевич, Густав Лехнер, Светислав Глишович, Джордже Вуядинович (к), Воїн Божович, Светислав Валяревич, Ян Подградський, тренер: Алекс Немеш |                           |     |                                |                                                                |  |

## Півфінали
| Команда 1     | Заг. | Команда 2   | 1-й матч | 2-й матч |
| ------------- | ---- | ----------- | -------- | -------- |
| БСК (Белград) | 5:9  | Уйпешт      | 4:2      | 1:7      |
| Болонья       | 4:5  | Ференцварош | 3:1      | 1:4      |

### Перші матчі
| 1/2 9 липня 1939 | БСК (Белград)                        | 4:2        | Уйпешт                         | Белград                                                 |  |
| 17:45 CET | Божович 18' 22' 48' Салаї 81' (авт.) | (протокол) | Кочиш 41' Женгеллер 53' (пен.) | Стадіон: БСК Глядачі: 16 000 Суддя: Альберт Едвард Ейба |  |
| БСК: Срджян Мркушич, Джордже Стоїлькович, Ернест Дубац, Петар Манола, Првослав Драгичевич, Густав Лехнер, Светислав Глишович, Джордже Вуядинович (к), Воїн Божович, Фране Матошич, Добривоє Зечевич, тренер: Алекс Немеш «Уйпешт»: Ференц Сіклаї, Дьюла Футо (к), Єне Фекете, Анталь Салаї, Дьордь Сюч, Іштван Балог, Шандор Адам, Єне Вінце, Дьюла Женгеллер, Ліпот Каллаї, Геза Кочиш, тренер: Бела Гуттманн |                                      |            |                                |                                                         |  |

| 1/2 9 липня 1939 | Болонья               | 3:1        | Ференцварош | Болонья                                                  |  |
| | Пурічеллі 65' 71' 72' | (протокол) | Кісей 28'   | Стадіон: Літторале Глядачі: 20 000 Суддя: Роберт Грінвуд |  |
| «Болонья»: П'єтро Феррарі, Маріо Паготто, Секондо Річчі, Бруно Маїні (к), Мікеле Андреоло, Джордано Корсі, Амедео Б'яваті, Рафаель Сансоне, Етторе Пурічеллі, П'єро Андреолі, Карло Регуццоні, тренер: Германн Фельснер «Ференцварош»: Йожеф Хада, Шандор Татраї, Корнель Сойка, Бела Магда, Бела Шароші, Дьюла Лазар, Міхай Танкош, Дьордь Шароші (к), Дьюла Польгар, Іштван Кісеї, Ласло Дьєтваї, тренер: Дьордь Главай |                       |            |             |                                                          |  |

### Матчі-відповіді
| 1/2 14 липня 1939 | Уйпешт                                               | 7:1        | БСК (Белград)               | Будапешт                                                      |  |
| 17:30 CET | Вінце 44' 80' Женгеллер 50' 61' 72' 83' 88' Адам 82' | (протокол) | Матошич 31' Стоїлькович 82' | Стадіон: Медьєрі ут Глядачі: 15 000 Суддя: Ріналдо Барлассіна |  |
| «Уйпешт»: Ференц Сіклаї, Дьюла Футо (к), Єне Фекете, Анталь Салаї, Дьордь Сюч, Іштван Балог, Шандор Адам, Єне Вінце, Дьюла Женгеллер, Ліпот Каллаї, Геза Кочиш, тренер: Бела Гуттманн БСК: Срджян Мркушич, Джордже Стоїлькович, Ернест Дубац, Петар Манола, Првослав Драгичевич, Густав Лехнер, Светислав Глишович, Джордже Вуядинович (к), Воїн Божович, Фране Матошич, Добривоє Зечевич, тренер: Алекс Немеш |                                                      |            |                             |                                                               |  |

| 1/2 16 липня 1939 | Ференцварош           | 4:1        | Болонья           | Будапешт                                                  |  |
| 17:30 CET | Тольді 2' 64' 84' 85' | (протокол) | Пурічеллі 42' 77' | Стадіон: Іллеї ут Глядачі: 18 000 Суддя: Джеймс М. Вілшир |  |
| «Ференцварош»: Йожеф Хада, Шандор Татраї, Корнель Сойка, Бела Магда, Бела Шароші, Дьюла Лазар, Міхай Танкош, Дьюла Кішш, Дьордь Шароші (к), Геза Тольді, Ласло Дьєтваї, тренер: Дьордь Главай «Болонья»: П'єтро Феррарі, Маріо Паготто, Секондо Річчі, Бруно Маїні (к), Мікеле Андреоло, Джордано Корсі, Амедео Б'яваті, Рафаель Сансоне, Етторе Пурічеллі, П'єро Андреолі, Карло Регуццоні, тренер: Германн Фельснер |                       |            |                   |                                                           |  |

## Фінал
| Команда 1   | Заг. | Команда 2 | 1-й матч | 2-й матч |
| ----------- | ---- | --------- | -------- | -------- |
| Ференцварош | 3:6  | Уйпешт    | 1:4      | 2:2      |

### Перший фінальний матч
| 23 липня 1939 17:30 CET |

| Ференцварош       | 1:4        | Уйпешт                                    |
| ----------------- | ---------- | ----------------------------------------- |
| Дьордь Шароші 73' | (протокол) | Дьюла Женгеллер 9' 74' Геза Кочиш 10' 53' |

| Иллёи ут, Будапешт Глядачів: 12 000 Арбітр: Августин Кріст |

|                  |    |               |  |
|                  |    |               |  |
| ВР               | 1  | Йожеф Хада    |  |
| ЗХ               | 2  | Шандор Татраї |  |
| ЗХ               | 3  | Корнель Сойка |  |
| ПЗ               | 4  | Бела Магда    |  |
| ПЗ               | 5  | Бела Шароші   |  |
| ПЗ               | 6  | Дьюла Лазар   |  |
| НП               | 7  | Міхай Танкош  |  |
| НП               | 8  | Дьюла Кішш    |  |
| НП               | 9  | Дьордь Шароші |  |
| НП               | 10 | Геза Тольді   |  |
| НП               | 11 | Ласло Дьєтваї |  |
| Головний тренер: |    |               |  |
| Дьордь Главай    |    |               |  |

|                  |    |                 |  |
|                  |    |                 |  |
| ВР               | 1  | Ференц Сіклаї   |  |
| ЗХ               | 2  | Дьюла Футо      |  |
| ЗХ               | 3  | Єне Фекете      |  |
| ПЗ               | 4  | Анталь Салаї    |  |
| ПЗ               | 5  | Дьордь Сюч      |  |
| ПЗ               | 6  | Іштван Балог    |  |
| НП               | 7  | Шандор Адам     |  |
| НП               | 8  | Єне Вінце       |  |
| НП               | 9  | Дьюла Женгеллер |  |
| НП               | 10 | Ліпот Каллаї    |  |
| НП               | 11 | Геза Кочиш      |  |
| Головний тренер: |    |                 |  |
| Бела Гуттманн    |    |                 |  |

### Другий фінальний матч
| 30 липня 1939 17:30 CET |

| Уйпешт                           | 2:2        | Ференцварош                 |
| -------------------------------- | ---------- | --------------------------- |
| Шандор Адам 54' Іштван Балог 82' | (протокол) | Іштван Кісеї 15' (пен.) 29' |

| Медьєрі ут, Будапешт Глядачів: 15 000 Арбітр: Дженерозо Даттіло |

|                  |    |                 |  |
|                  |    |                 |  |
| ВР               | 1  | Ференц Сіклаї   |  |
| ЗХ               | 2  | Дьюла Футо      |  |
| ЗХ               | 3  | Єне Фекете      |  |
| ПЗ               | 4  | Анталь Салаї    |  |
| ПЗ               | 5  | Дьордь Сюч      |  |
| ПЗ               | 6  | Іштван Балог    |  |
| НП               | 7  | Шандор Адам     |  |
| НП               | 8  | Єне Вінце       |  |
| НП               | 9  | Дьюла Женгеллер |  |
| НП               | 10 | Ліпот Каллаї    |  |
| НП               | 11 | Геза Кочиш      |  |
| Головний тренер: |    |                 |  |
| Бела Гуттманн    |    |                 |  |

|                  |    |                |  |
|                  |    |                |  |
| ВР               | 1  | Йожеф Палінкаш |  |
| ЗХ               | 2  | Шандор Татраї  |  |
| ЗХ               | 3  | Корнель Сойка  |  |
| ПЗ               | 4  | Бела Шароші    |  |
| ПЗ               | 5  | Дьюла Польгар  |  |
| ПЗ               | 6  | Дьюла Лазар    |  |
| НП               | 7  | Міхай Біро     |  |
| НП               | 8  | Геза Тольді    |  |
| НП               | 9  | Дьордь Шароші  |  |
| НП               | 10 | Іштван Кісей   |  |
| НП               | 11 | Ласло Дьєтваї  |  |
| Головний тренер: |    |                |  |
| Дьордь Главай    |    |                |  |

## Найкращі бомбардири
| № | Гравець          | Команда       | Голи |
| - | ---------------- | ------------- | ---- |
| 1 | Дьюла Женгеллер  | Уйпешт        | 9    |
| 2 | Іштван Кісеї     | Ференцварош   | 5    |
| 3 | Етторе Пурічеллі | Болонья       | 4    |
| = | Геза Тольді      | Ференцварош   | 4    |
| = | Геза Кочиш       | Уйпешт        | 4    |
| = | Воїн Божович     | БСК (Белград) | 4    |
| 7 | Єне Вінце        | Уйпешт        | 3    |